# Ruhr-Kolleg
Das Ruhr-Kolleg war eine Tagesschule des Zweiten Bildungsweges im Essener Stadtteil Huttrop, an der Erwachsene mit Berufserfahrung das Abitur, die Fachhochschulreife und weitere Schulabschlüsse erlangen konnten. Am 31. Juli 2022 wurde die Schule dauerhaft geschlossen.

## Geschichte
In den Jahren 1954 bis 1958 wurden auf Anregung der Handwerkskammer Düsseldorf an den Kaufmännischen Unterrichtsanstalten der Stadt Essen zwei Lehrgänge für Handwerksmeister durchgeführt, die ihnen den Zugang zur Gewerbelehrerausbildung eröffnen sollten. Diese zweijährigen Lehrgänge vermittelten den erfolgreichen Teilnehmern die volle Hochschulreife. Aus diesem gemeinsamen Versuch erwuchsen nach dem Beispiel des 1954 gegründeten Oberhausener „Instituts zur Erlangung der Hochschulreife“ die beiden Institute in Essen (in der Trägerschaft der Stadt) und in Düsseldorf (in der Trägerschaft der Handwerkskammer).
Siehe auch: Wilhelm-Heinrich-Riehl-Kolleg

## Allgemeines
Die Schule hatte in ihren Hochzeiten bis zu 450 Studenten, die nicht nur aus dem Einzugsgebiet Essen kamen. Die Schule ist zum 31. Juli 2022 aufgelöst worden.

## Spracherwerb
Ab 2008 bestand die Möglichkeit, das Cambridge English Language Assessment First und Advanced der University of Cambridge, sowie das Diplôme d’Etudes en langue française zu erwerben.

## Schulgebäude
Das Gebäude des Ruhr-Kollegs in der Seminarstrasse 9–11 wurde 1913–1914 nach Entwürfen des Architekten Edmund Körner für das evangelische Lehrerseminar erbaut. Es handelt sich um einen sorgfältig durchgestalteten dreigeschossigen Ziegelbau im reformistischen Stil mit klassizistischen Elementen; insofern sprechen künstlerische Gründe für die Erhaltung und Nutzung. Als geschichtlicher Hinweis auf die Gründungsphase staatlicher Lehrerseminare und Präparandenanstalten im wilhelminischen Kaiserreich hat das Gebäude Bedeutung für die Geschichte. Wegen der Modernisierung der Klassenräume beschränkt sich der innere Schutz auf das Treppenhaus und die Aula. Der Eintrag erfolgte 1985.

## Förderverein
Der Förderverein Förderkreis des Ruhr-Kollegs Essen e. V. wurde 1996 gegründet.

## Kritik
Im November 2018 wurde die Schule, beziehungsweise die Schulform von der Stadt als unattraktiv eingestuft und eine ergebnisoffene Prüfung eingeleitet. Diese Kategorisierung nahm die Stadt vor, weil es in den letzten Jahren eine Stagnation der Besucherzahl gab. So sei laut der Stadt Essen die Zahl der Abiturienten von 351 (2011/2012) auf 163 gesunken. Die gesetzliche Mindestgröße für diese Schulform liegt bei 240 Studenten, welche die Schule aber durch das Angebot von Deutschkursen für Flüchtlinge erreiche. Die Schule wies die Kritik von sich, da sie die gesetzlichen Vorgaben in 60 Jahren nie unterschritten habe und auch Teilnehmer der Deutschkurse reguläre Studenten seien, die später ebenso höhere Schulabschlüsse erreichen könnten.

## Schließung
Im Juni 2021 wurde vom Schulausschuss der Stadt Essen die Schließung wegen zu geringer Schülerzahlen beschlossen. Die Studenten des Abschlussjahrgangs beendeten ihren Schulbesuch noch bis zum 1. Juli 2022, dann erfolgte die vollständige Schließung. Studenten der unteren Jahrgänge hatten ein Bildungsangebot des Nikolaus-Groß-Abendgymnasium in Essen erhalten und mussten zum 1. Februar 2022 die Schule verlassen.